# Bobby soxer

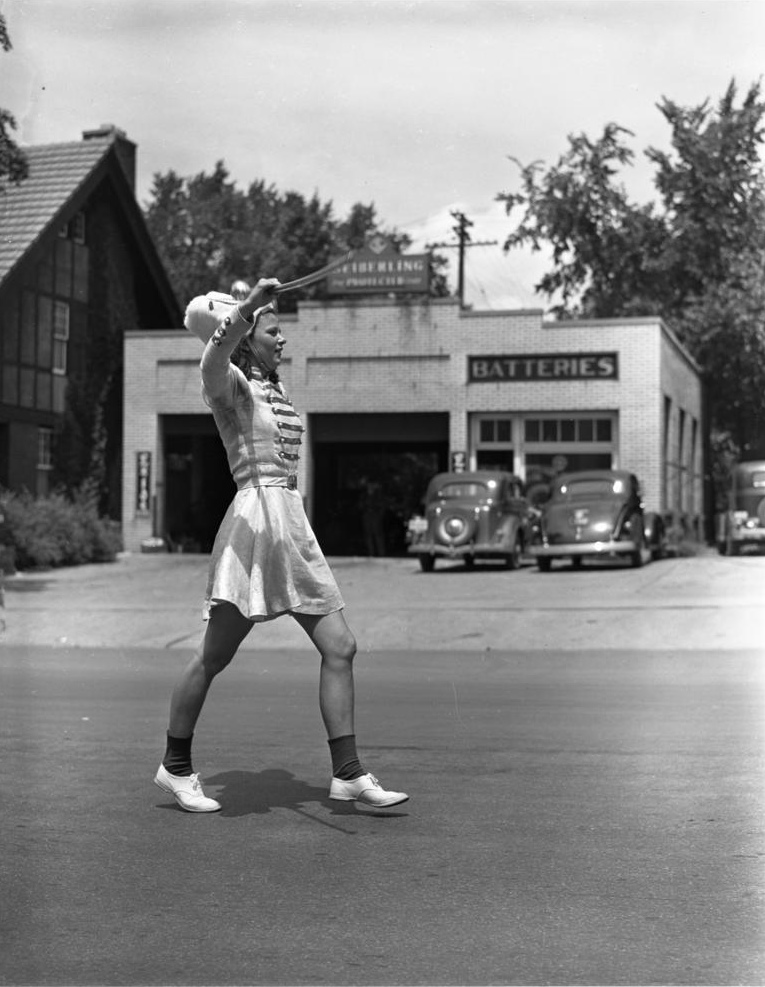
Una majorette al estilo bobby soxer en Ann Arbor, Míchigan, 8 de julio de 1939.

Bobby soxer es el término para referirse a las adolescentes estadounidenses de los años 1940 entusiastas de la música popular, el swing y en particular del cantante Frank Sinatra, convertido así en el primero en despertar un fenómeno fan compuesto de jovencitas histéricas ante su sola presencia o mención. Las bobby soxers eran las chicas adolescentes en institutos y universidades, que debían su nombre a los calcetines cortos que llevaban con zapatos planos. Su contraparte masculina eran los swing kids. Como adolescente, Shirley Temple interpretó a una bobby soxer típica en la película The Bachelor and the Bobby-Soxer (1947).

## Historia
Si  bien los uniformes escolares son obligatorios en algunos países, las escuelas de Estados Unidos nunca impusieron ningún código de vestimenta definido, así que en los años 1940 las adolescentes crearon su propio estilo.
Tras la Segunda Guerra Mundial, los adolescentes adquirieron por primera vez una influencia y autonomía reales, incluso en lo que respecta a la moda, procurando los jóvenes de posguerra una vestimenta más cómoda y libre que la de los adultos, incluso para las mujeres. Los adolescentes son por fin reconocidos, a través de su creciente consumo y presencia, como otro grupo social de pleno derecho y con su propia identidad. A medida que los jóvenes empiezan a trabajar más tarde y el periodo de estudio se alarga, la moda entra en el entorno escolar. El movimiento comenzó en los Estados Unidos, que sufrió los efectos de la guerra mucho menos que Europa, para más tarde entrar también en el Viejo Continente.
Los adolescentes adoptan por primera vez un estilo estandarizado. Los swing kids fans de Benny Goodman y las bobby soxers fans de Frank Sinatra son reconocibles por sus calcetines cortos habitualmente blancos, acompañados de mocasines y zapatos planos. Las chicas completaban su atuendo con faldas y blusas ceñidas con cuello babero o jerseys igualmente ajustados de cachemira o angora debajo de rebecas.
Jóvenes entusiastas consumidores de música y del baile como entretenimiento, este estilo adolescente se alargó hasta los años 1950 evolucionando para adoptar luego como ídolos al rock and roll y Elvis Presley.